# 敖包山遗址
敖包山遗址，位于中国吉林省通榆县兴隆山镇北，为一个省级文物保护单位，类型为古遗址，公布时间为1981年4月20日。该文物保护单位由通榆县文管所管理。
敖包山遗址的历史年代为新石器时代。